# Springfield Capitols
Die Springfield Capitols waren ein US-amerikanisches Eishockeyfranchise der All-American Hockey League aus Springfield, Illinois. 

## Geschichte
Die Springfield Capitols nahmen zur Saison 1988/89 als Expansionsteam den Spielbetrieb in der All-American Hockey League auf. In ihrer einzigen Spielzeit belegte die Mannschaft den zweiten Platz nach der regulären Saison und gewann 21 ihrer 35 Spiele. Als die AAHL im Anschluss an die Spielzeit aufgelöst wurde, stellten auch die Springfield Capitols den Spielbetrieb ein. 

## Saisonstatistik
Abkürzungen: GP = Spiele, W = Siege, L = Niederlagen, T = Unentschieden, OTL = Niederlagen nach Overtime SOL = Niederlagen nach Shootout, Pts = Punkte, GF = Erzielte Tore, GA = Gegentore, PIM = Strafminuten
| Saison  | GP | W  | L  | T | OTL | SOL | Pts | GF  | GA  | Platz    | Playoffs |
| 1988–89 | 35 | 21 | 13 | 1 | —   | —   | 43  | n/a | n/a | 2., AAHL |          |